# Hilde Synnøve Lid
Hilde Synnøve Lid (* 18. März 1971 in Voss) ist eine ehemalige norwegische Freestyle-Skierin. Ihr größter Erfolg war der Gewinn der Bronzemedaille in der Disziplin Aerials bei den Olympischen Spielen 1994 in Lillehammer.

## Werdegang
Hilde Synnøve Lid wuchs auf einem Bauernhof in Lid in der Gemeinde Voss auf. 1986 gewann sie 14-jährig ihren ersten norwegischen Meistertitel. Ein Jahr später, am 1. März 1987, debütierte sie im Weltcup in ihrem Heimatort mit einem 14. Platz in ihrer Paradedisziplin Aerials. Schon eine Woche später gewann sie bei den Juniorenweltmeisterschaften im finnischen Suomutunturi die Bronzemedaille, ihr erster Podestplatz im Weltcup gelang ihr im Dezember 1990.
Ihr Olympiadebüt gab Lid bei den Olympischen Winterspielen 1992 in Albertville, bei denen Aerials Demonstrationswettbewerb war. Bei den Olympischen Winterspielen 1994 in Lillehammer war die Disziplin Teil des regulären Programmes und Lid gewann die Bronzemedaille. In der folgenden Saison 1994/1995 gewann Lid zwei Weltcups. Bei den Olympischen Winterspielen 1998 in Nagano erreichte sie den sechsten Platz. Die letzten größeren Erfolge ihrer Karriere waren der Gewinn der Silbermedaille bei den Weltmeisterschaften 1999 in Hasliberg in der Schweiz und der dritte Platz im Gesamtweltcup in der Disziplin Aerials in der Saison 2000. Bei ihren vierten Olympischen Winterspielen 2002 in Salt Lake City qualifizierte sie sich nicht für das Finale und endete auf dem 16. Platz und beendete am Ende der Saison ihre Karriere. Im Anschluss an ihre Karriere war Lid mehrfach als Expertin für das norwegische Fernsehen aktiv, bevor sie sich aus der Öffentlichkeit zurückzog um als Sportlehrerin an Sportgymnasium in ihrem Heimatort zu arbeiten.